# Bain des Capucins de Plombières-les-Bains
Le Bain des Capucins est un établissement thermal situé à Plombières-les-Bains dans le département français des Vosges en Lorraine.
Les façades et les toitures, la salle voûtée et la piscine en sous-sol sont protégés en tant que monument historique depuis 2001.

## Historique
Le Bain des Capucins, anciennement Petit Bain ou Bain des Pauvres ou Bain des Goutteux, fut réservé au traitement des maladies de peau, aux pauvres et aux lépreux dont l'accès au Grand Bain était interdit. Une origine romaine a été attribuée au Bain des Capucins, ainsi qu'une hypothétique reconstruction au Moyen Âge à la fin du XIe siècle, sans preuves tangibles.
Le bâtiment fut reconstruit en 1767 dans le style classique qui prévaudra pour le Bain tempéré construit en 1772. En 1800, une étuve en pierre de taille, fut construite, avec une division du bassin en deux pour utiliser les eaux de températures différentes. En 1932, des restructurations furent menées par l'architecte Robert Danis, avec la réunion du bain des Capucins au bain tempéré. 

## Architecture
Le Bain des Capucins est un petit édifice en rez-de-chaussée de plan carré construit en pierre de taille de grès vosgien multicolore. Il est pourvu d'un seul bassin et couvert d'un toit en pavillon, dont le plan centré est conforme à l'architecture thermale antérieure au XIXe siècle. 
L'espace intérieur est un volume unique qui a conservé sa structure du XVIIIe siècle. Il est couvert d'une voûte à six nervures dont le sommet est percé d'une clef annulaire permettant l'évacuation des vapeurs grâce à un lanterneau. Le sol est couvert d'un décor de mosaïque polychrome réalisé en 1933 par l'entreprise Gentil et Bourdet.
Une reproduction sur plexiglas de la sculpture Castalie ou Source de la poésie réalisée par Eugène Guillaume en 1883, autrefois placée devant le bâtiment et désormais exposée au Musée des Beaux-Arts de Lyon, orne la façade du bâtiment.
Le bâtiment est relié au Bain tempéré depuis les travaux de Robert Danis.